# Thaxteriella pezizula
Thaxteriella pezizula är en svampart som först beskrevs av Berk. & M.A. Curtis, och fick sitt nu gällande namn av Franz Petrak 1953. Thaxteriella pezizula ingår i släktet Thaxteriella och familjen Tubeufiaceae.   Inga underarter finns listade i Catalogue of Life.